# Phratora caperata
Phratora caperata is een keversoort uit de familie bladkevers (Chrysomelidae). De wetenschappelijke naam van de soort werd in 2002 gepubliceerd door Ge, Wang & Yang.